# Stelling van Cauchy
De stelling van Cauchy, vernoemd naar Augustin Louis Cauchy, is een stelling uit de groepentheorie, een onderdeel van de wiskunde. De stelling van Cauchy geeft een criterium voor het bestaan van een element van een bepaalde orde. De stelling houdt in dat als G een eindige groep is en p een priemgetal, dat tevens een deler is van de orde van G (het aantal elementen in G), dat dan G een element bevat van orde p. Dat wil zeggen dat er een x in G is, zodat p het laagste niet-nulzijnde getal is met xp = e, waar e het identiteitselement is. 
De stelling is gerelateerd aan de stelling van Lagrange, waarin wordt gesteld dat de orde van enige ondergroep van een eindige groep G de orde van G deelt. Cauchy's stelling houdt in dat voor elke priemdeler p van de orde van G, er een subgroep van G is, waarvan de orde gelijk is aan p - de cyclische groep, die wordt gegenereerd door het element in stelling van Cauchy.  
De stelling van Cauchy's wordt veralgemeend door de eerste stelling van Sylow, die implicieert dat als pn enige macht van een priemgetal is die de orde van G deelt, dat dan G een ondergroep van orde pn heeft.
De stelling kan bewezen worden met behulp van de stelling van Lagrange.